# Strontiumperoxide
Strontiumperoxide (SrO2) is het peroxide van strontium. De stof komt voor als een wit kristallijn poeder. Het is een oxidator die gebruikt wordt voor het bleken. In de pyrotechniek vervult het een dubbelfunctie: het fungeert als rode kleurstof voor vuurwerk en levert ook extra zuurstof voor de verbranding.